# 坎普-杜熱雷什
坎普-杜熱雷什是葡萄牙布拉加区的一个堂区。总面积62.38平方公里，总人口187人，人口密度3人/平方公里。